# Syncarpa
Syncarpa is een geslacht van zakpijpen (Ascidiacea) uit de familie Styelidae en de orde Stolidobranchia.

## Soorten
- Syncarpa composita (Tokioka, 1951)
- Syncarpa oviformis Redikorzev, 1913